# Lugelele
Lugelele è una circoscrizione urbana (urban ward) della Tanzania situata nel distretto di Mbarali, regione di Mbeya. Conta una popolazione di 8 673 abitanti (censimento 2012).